# San Zeno (Arezzo)
San Zeno è una frazione del comune di Arezzo che si trova a sud della città, accanto alle frazioni di Olmo e Ripa di Olmo.
Vi si trova una delle zone produttive e commerciale della provincia, punto di riferimento storico (dal 1986) il ristorante La Torretta. Il polo artigianale essenzialmente orafo, è sede anche della prestigiosissima UNOAERRE e Prada engineering. Da qui ha origine inoltre la Strada Statale 680 una superstrada a due corsie per senso di marcia, parte della S.G.C. due mari Grosseto-Fano, e che assicura inoltre un collegamento veloce di Arezzo con Siena conducendo nei pressi del Raccordo Autostradale Siena-Bettolle in località Rigomagno.

## Storia
Una cappella Sancti Zenoni è documentata nel 1022 e risulta dipendente dalla Pieve di Santa Mustiola a Quarto nel 1113. Nel XIII secolo la chiesa di San Leonardo fu costruita in stile romanico, riconoscibile oggi soltanto nella facciata. L'interno è costituito da un'unica navata.
Ogni anno nel giorno del Venerdì santo viene rievocata la crocefissione di Cristo nelle colline di San Zeno: si tratta di una rappresentazione che risale a molti anni fa, una delle più antiche della provincia, spettacolare e suggestiva in tutto e per tutto, la rievocazione attira ogni anno migliaia di fedeli da tutto il mondo.

## L'idrogenodotto
Il 30 aprile 2008 nella zona industriale di San Zeno è stato inaugurato il primo idrogenodotto al mondo realizzato in area urbana che, attraverso un percorso sotterraneo, porta idrogeno puro alle aziende della locale zona industriale e, in tempi strettissimi, anche alle case della località. Il progetto, decisamente all'avanguardia, ha attirato l'attenzione di molti, anche fuori dai confini regionali e nazionali. Purtroppo a tutt'oggi, il 10 giugno 2011, l'idrogenodotto non è ancora funzionante.